# El pequeño vampiro y el gran amor
El pequeño vampiro y el gran amor (en alemán Der Kleine Vampir) es el quinto libro de la saga del mismo nombre, escritos por Angela Sommer-Bodenburg.

## Trama
Anna está muy enfadada. Tal y como estaba previsto, la remilgada prima Olga von Seifenschwein de Transilvania ha venido de visita. Rüdiger se ha enamorado enseguida de ella y hace todo lo que Olga le manda. También la tía Dorothee hace lo que está en su mano para que la estancia de su consentida sobrina sea todo lo agradable posible. Más tarde, Olga consigue que Anton haga una fiesta en su casa. La fiesta se desmadra y Rüdiger y Olga convierten el salón de los Bohnsack en un campo de batalla, lo cual pasa a ser un desastre completo cuando los padres de Anton llegan a casa y ven lo ocurrido. Para más problemas, el padre de Anton le hace una fotografía a Anna y el flash de la cámara daña los ojos de la niña-vampiro. Después Olga se va y Rüdiger se pone muy triste.Anton debe mentirle él dice que Olga se fue a vivir a París. 
- Datos: Q5826120